# Hamilton (Kansas)
Hamilton è un comune degli Stati Uniti d'America, situato nello Stato del Kansas, nella contea di Greenwood.